# Coppa del Mondo di scacchi femminile 2023
La Coppa del Mondo di scacchi femminile 2023 (nome ufficiale FIDE Women’s World Cup 2023) è stato un torneo di scacchi a eliminazione diretta organizzato dalla FIDE che si è svolto dal 29 luglio al 22 agosto del 2023 a Baku. Le partecipanti erano 103, le prime tre acquisivano il diritto di partecipare al Torneo delle candidate, competizione che stabiliva la sfidante della campionessa del mondo Ju Wenjun per il titolo mondiale del ciclo mondiale 2023-2025.
Il torneo è stato vinto dalla russa Aleksandra Gorjačkina, che ha sconfitto la bulgara Nurgjul Salimova in finale agli spareggi, con il risultato di 2,5-1,5. La finalista bulgara e l'ucraina Anna Muzyčuk si sono qualificate al Torneo delle candidate di Toronto. La campionessa uscente Aleksandra Kostenjuk si è fermata al terzo turno, sconfitta dalla serba Teodora Injac. 
L'evento si è svolto in concomitanza con la Coppa del Mondo assoluta.

## Criteri di ammissione
Sono qualificati alla Coppa del Mondo i seguenti profili:
1. La Campionessa del Mondo al primo giugno 2023;
2. Le quattro semifinaliste della Coppa del Mondo 2021;
3. La Campionessa del Mondo femminile U20 del 2022;
4. Qualificate dalle competizioni continentali (campionati o zonali): 39 giocatrici distribuite fra i quattro continenti in cui sono divise le federazioni della FIDE. Delle quali:
  1. 12 giocatrici sono assegnate dividendo gli slot in parti uguali: 3 giocatrici per continente;
  2. 4 giocatrici sono assegnate in base alla quantità di iscritti di ciascun continente presente nella top 4 della classifica FIDE U20 femminile, nel gennaio 2022;
  3. 23 giocatrici sono assegnate in base alla quantità di iscritti di ciascun continente presente nella top 23 della classifica FIDE femminile, nel gennaio 2022;
5. Le migliori cinque del ranking femminile a giugno 2023, che non si siano qualificate attraverso i precedenti criteri;
6. La prima in classifica dell'ACP Tour femminile;
7. Una giocatrice per ciascuna delle migliori 50 federazioni nel torneo femminile delle Olimpiadi del 2022.
8. Wildcard del Presidente della FIDE: 1 giocatrice;
9. Wildcard dagli organizzatori: 1 giocatrice.

### Sostituzioni
I criteri per sostituire un avente diritto in caso di rinuncia sono i seguenti:
- Per i casi 1, 2, 3, 5 le sostitute verranno pescate scorrendo la classifica del punto 5;
- Negli altri casi le giocatrici verranno ripescate dai loro rispettivi eventi di qualificazione;
- Nel caso gli eventi 3 e 6 non vengano disputati, le partecipanti vengono decise da inviti della FIDE.

## Partecipanti
| Nr. | Nome                                   | Elo  | Qualificazione |
| --- | -------------------------------------- | ---- | -------------- |
| 1   | GM Ju Wenjun                           | 2564 |                |
| 2   | GM Aleksandra Gorjačkina (FIDE)[N 2]   | 2557 |                |
| 3   | GM Humpy Koneru                        | 2553 |                |
| 4   | GM Kateryna Lahno (FIDE)[N 2]          | 2552 |                |
| 5   | GM Aleksandra Kostenjuk                | 2532 |                |
| 6   | GM Tan Zhongyi                         | 2523 |                |
| 7   | GM Nana Dzagnidze                      | 2511 |                |
| 8   | GM Marija Muzyčuk                      | 2511 |                |
| 9   | GM Anna Muzyčuk                        | 2509 |                |
| 10  | GM Harika Dronavalli                   | 2500 |                |
| 11  | WGM Zhu Jiner                          | 2498 |                |
| 12  | IM Polina Šuvalova (FIDE)[N 2]         | 2496 |                |
| 13  | IM Sarasadat Khademalsharieh           | 2488 |                |
| 14  | GM Bela Khotenashvili                  | 2475 |                |
| 15  | GM Nino Batsiashvili                   | 2474 |                |
| 16  | GM Elisabeth Pähtz                     | 2471 |                |
| 17  | IM Bıbisara Asaubaeva                  | 2469 |                |
| 18  | GM Zhao Xue                            | 2457 |                |
| 19  | IM Meri Arabidze                       | 2451 |                |
| 20  | IM Gunay Mammadzada                    | 2469 |                |
| 21  | GM Irina Krush                         | 2447 |                |
| 22  | IM Julija Os'mak                       | 2444 |                |
| 23  | IM Lela Javakhishvili                  | 2439 |                |
| 24  | GM Anna Ušenina                        | 2434 |                |
| 25  | IM Vaishali Rameshbabu                 | 2431 |                |
| 26  | IM Eline Roebers                       | 2419 |                |
| 27  | IM Irina Bulmaga                       | 2416 |                |
| 28  | IM Teodora Injac                       | 2415 |                |
| 29  | IM Nurgjul Salimova                    | 2409 |                |
| 30  | IM Leja Garifullina (FIDE)[N 2]        | 2408 |                |
| 31  | GM Hoang Thanh Trang                   | 2402 |                |
| 32  | GM Monika Soćko                        | 2401 |                |
| 33  | IM Ulviyya Fataliyeva                  | 2401 |                |
| 34  | WGM Divya Deshmukh                     | 2400 |                |
| 35  | IM Vol'ha Badėl'ka (FIDE)[N 3]         | 2397 |                |
| 36  | IM Oliwia Kiołbasa                     | 2394 |                |
| 37  | IM Sophie Milliet                      | 2388 |                |
| 38  | IM Mai Narva                           | 2387 |                |
| 39  | IM Aleksandra Mal'cevskaja             | 2394 |                |
| 40  | IM Pauline Guichard                    | 2384 |                |
| 41  | IM Salome Melia                        | 2377 |                |
| 42  | IM Batkhuyagiin Möngöntuul             | 2374 |                |
| 43  | IM Stavroula Tsolakidou                | 2373 |                |
| 44  | WGM Xiao Yiyi                          | 2372 |                |
| 45  | IM Alina Bivol (FIDE)[N 2]             | 2371 |                |
| 46  | IM Deysi Cori Tello                    | 2369 |                |
| 47  | IM Carissa Yip                         | 2369 |                |
| 48  | WGM Khanim Balajayeva                  | 2368 |                |
| 49  | IM Natalija Buksa                      | 2365 |                |
| 50  | IM Gulnar Mammadova                    | 2357 |                |
| 51  | IM Karina Cyfka                        | 2356 |                |
| 52  | IM Medina Warda Aulia                  | 2355 |                |
| 53  | WGM Govhar Beydullayeva                | 2355 |                |
| 54  | WGM Candela Francisco                  | 2352 |                |
| 55  | WGM Võ Thị Kim Phụng                   | 2351 |                |
| 56  | IM Deimantė Cornette                   | 2348 |                |
| 57  | WIM Anastasiya Rakhmangulova           | 2347 |                |
| 58  | IM Klaudia Kulon                       | 2331 |                |
| 59  | WGM Mobina Alinasab                    | 2329 |                |
| 60  | WGM Pallathur Venkatachalam Nandhidhaa | 2329 |                |
| 61  | WGM Mary Ann Gomes                     | 2326 |                |
| 62  | IM Marina Brunello                     | 2324 |                |
| 63  | IM Lisandra Teresa Ordaz Valdés        | 2318 |                |
| 64  | IM Eva Repková                         | 2312 |                |
| 65  | WGM Nilufar Yakubbaeva                 | 2311 |                |
| 66  | WGM Jennifer Yu                        | 2303 |                |
| 67  | WGM Nutakki Priyanka                   | 2293 |                |
| 68  | WGM Yaniela Forgas Moreno              | 2293 |                |
| 69  | WIM Yan Tianqi                         | 2277 |                |
| 70  | WGM Julia Ryjanova                     | 2273 |                |
| 71  | WGM Yerisbel Miranda Llanes            | 2268 |                |
| 72  | WGM Viktoria Radeva                    | 2263 |                |
| 73  | FM Nadya Toncheva                      | 2263 |                |
| 74  | WFM Michalina Rudzińska                | 2257 |                |
| 75  | WIM Javiera Belén Gómez Barrera        | 2256 |                |
| 76  | WIM Marina Gajcin                      | 2251 |                |
| 77  | WGM Janelle Mae Frayna                 | 2243 |                |
| 78  | WIM Melissa Castrillón Gómez           | 2235 |                |
| 79  | WGM Nguyễn Thị Mai Hưng                | 2229 |                |
| 80  | WGM Törmönkhiin Mönkhzul               | 2226 |                |
| 81  | WGM Gong Qianyun                       | 2223 |                |
| 82  | WIM Maria Jose Campos                  | 2212 |                |
| 83  | FM Julia Alboredo                      | 2208 |                |
| 84  | WGM Zhang Jilin                        | 2201 |                |
| 85  | WGM Maili-Jade Ouellet                 | 2200 |                |
| 86  | WIM Anapaola Borda Rodas               | 2188 |                |
| 87  | Yuan Ye                                | 2182 |                |
| 88  | WIM Kathiê Librelato                   | 2139 |                |
| 89  | WIM Assel Serikbay                     | 2106 |                |
| 90  | WGM Mona Khaled                        | 2093 |                |
| 91  | WGM Shahenda Wafa                      | 2093 |                |
| 92  | WIM Lina Nassr                         | 2071 |                |
| 93  | WFM Mitra Asgharzadeh                  | 2033 |                |
| 94  | WIM Tilsia Varela                      | 2028 |                |
| 95  | WIM Puteri Azar                        | 2004 |                |
| 96  | WFM Vyanla Punsalan                    | 1989 |                |
| 97  | WFM Anjum Noshin                       | 1944 |                |
| 98  | WIM Zined Adbi                         | 1858 |                |
| 99  | WFM Wafia Al Maamari                   | 1850 |                |
| 100 | WIM Charlize van Zyl                   | 1839 |                |
| 101 | WFM Nurai Sovetbekova                  | 1823 |                |
| 102 | WCM Ferdous Jannatul                   | 1815 |                |
| 103 | WCM Yamama Al-Fayyadh                  | 1705 |                |

## Formula
Ogni turno prevedeva dei mini-match di due gare. Il primo turno ammetteva 78 giocatrici, le 39 vincitrici dei match si sono aggiunte a 25 testa di serie che sono entrate nella competizione direttamente al secondo turno. Dal secondo turno si è proseguito dai trentaduesimi di finale sino alla finale.

### Tempo di gioco
Il tempo a disposizione per ciascun giocatore era di 90 minuti per le prime 40 mosse, 30 minuti aggiunti dopo la 40ª, 30 secondi di incremento a mossa da mossa 1.

### Spareggi
Gli spareggi in caso di parità andranno a blocchi di due. Soltanto se uno di questi blocchi non è decisivo si passerà a quello successivo:
- due partite rapid a 25 minuti, 10 secondi di incremento a mossa da mossa 1.
- due partite blitz a 10 minuti, 10 secondi di incremento a mossa da mossa 1.
- due partite blitz a 5 minuti, 3 secondi di incremento a mossa da mossa 1.
- una partita blitz con nuovo sorteggio dei colori a 3 minuti, 2 secondi di incremento a mossa da mossa 1.
- una partita blitz a colori invertiti con il tempo di 3 minuti, 2 secondi di incremento a mossa da mossa 1.
- si ripete lo spareggio secco a 3'+2" fino a che uno dei contendenti non si aggiudicherà una vittoria.

### Patta d'accordo
Non era possibile richiedere la patta prima di mossa 30.